# Funicular de Bulnes
| |                |
| Localização do funicular de Bulnes |                |
| \| Tempo de viagem \| 8 minutos \| \| Distância \| 2 227 metros \| \| Altitude da estação inferior \| 183 metros \| \| Altitude da estação superior \| 585 metros \| \| Desnível \| 402 metros \| \| Inclinação máxima \| 18,19 % \| \| Velocidade máxima \| 5 m/s \| \| Capacidade máxima por vagão \| 28 passageiros \| |                |
| Tempo de viagem | 8 minutos      |
| Distância | 2 227 metros   |
| Altitude da estação inferior | 183 metros     |
| Altitude da estação superior | 585 metros     |
| Desnível | 402 metros     |
| Inclinação máxima | 18,19 %        |
| Velocidade máxima | 5 m/s          |
| Capacidade máxima por vagão | 28 passageiros |

O funicular de Bulnes é um funicular situado no sector asturiano dos Picos da Europa que liga as aldeias de Poncebos e Bulnes, ambas no município de Cabrales, Espanha.

## História e características técnicas
A aldeia de Bulnes era célebre pelo seu isolamento: não tem acessos por estrada sendo apenas acessível por um caminho não asfaltado ao longo do desfiladeiro do rio Bulnes. O funicular foi inaugurado em 2001 e desde então é utilizado pelos habitantes para transportar bens, animais e pequenos tractores agrícolas. Para os habitantes de Bulnes a viagem é gratuita.
É um funicular de via única de bitola métrica. Vence uma distância de 2 227 metros, com um desnível de 402 m e uma inclinação média de 18,19%. As carruagens têm capacidade para 28 pessoas cada uma e realizam cerca de 20 viagens, em cada sentido, por dia, na época alta. Para o transporte de materiais uma carruagem dispõe de uma plataforma acoplada chamada vagão de carga.